# Maorisothöna
Maorisothöna (Fulica prisca) är en förhistorisk utdöd fågel i familjen rallar inom ordningen tran- och rallfåglar. Den var endemisk för Nya Zeeland och dog troligen ut på grund av jakt.

## Upptäckt
Fågeln beskrevs 1893 av nyzeeländske naturforskaren, etnologen och museichefen Augustus Hamilton från benlämningar han hittat året innan vid Castle Rocks utmed Oretifloden i Southland.  Sedermera har lämningar hittats på flera lokaler på både Nordön och Sydön.

## Taxonomi
Maorisothönan och den närbesläktade chathamsothönan (F. chathamensis) kategoriseras som sothöns utifrån det för släktet typiska utseendet på överarmsben och bäcken. Det råder delade meningar om de båda arterna ska betraktas som egna arter, underarter av samma art eller om de går att skilja från varandra överhuvudtaget. Vid ett tillfälle föreslogs ett eget släkte för dem, Nesophalaris. En genomgång av Trevor Worthy och Richard Holdaway 2002 rekommenderar att sothönsen betraktas som skilda arter.

## Utseende och utdöende
Även om sothönans proportioner liknar övriga nu levande sothöns var den större än de flesta, med en vikt på 1,8 kg (4 lb) och 40 cm lång. Ändå var den troligen flygförmögen. Den var också mer markbunden eftersom benlämningar påträffats förutom i kustnära våtmarker också i inlandsskogar och subalpina områden. Dess ben har också funnits i tidiga Maori-kökkenmöddingar i kustnära Marlborough och den tros sannolikt ha dött ut på grund av jakt.